# 早安家族

Hello! Project標誌

早安家族（日語：ハロー!プロジェクト），常以較接近日語原意的官方英譯「Hello! Project」稱之，簡稱「H!P」，是由日本音樂人淳君綜合製作、並隸屬於演藝經紀公司Up-Front Group旗下的女子偶像藝人及團體的總稱。其本身並非一個女子團體，它只是包含多個團體、以及不屬於任何團體的歌手的女子偶像企劃。嚴格來說，「早安家族」這個總稱只是Up-Front Group為方便行銷而設立的商業品牌。
近期，Up-Front Group嘗試為早安家族重新定位。2007年10月1日，THE Possible被分拆至TNX公司。2009年3月31日，Elder Club的22位1987年或以前出生的成員亦集體畢業，詳見UFG#集團大事回顧。
早安家族現有包括早安少女組。'25(11人)、ANGERME(8人)、Juice=Juice(10人)、山茶花工廠(11人)、BEYOOOOONDS(10人)與OCHA NORMA(8人)、Rosy Chronicle(9人)等7個女子偶像團體，再加上Hello! Pro研修生(17人)，成員總共84人，年齡由10歲至27歲不等。另外，部份成員也以SATOYAMA movement及SATOUMI movement名義組成數個團體進行活動。

## 歷史

### 組成背景及團名由來
在1997年，東京電視台在其綜藝節目《五花八門淺草橋》（ASAYAN）中，舉辦一個稱為《射亂Q搖滾女主唱選拔賽》的項目，當時由平家充代勝出，另五位落敗者中澤裕子、石黑彩、福田明日香、安倍夏美及飯田圭織被現時的經理人提出出道可能，在另一電視節目裡販賣得指定數目便能出道。組成早安少女組後，UFA為平家充代和早安少女組成立聯合歌迷會「Hello!」，後來與包括鄉村少女組、椰果少女組、太陽與月亮（T&C Bomber）等其他相關組合改組成現時的Hello! Project，並不斷發展成現時的形態。
以早安少女組為旗艦(人氣一直都是早安家族第一)，後有由十五名女小學生組成的歌唱組合Hello! Project Kids（其中八位成員另外再組成Berryz工房，另外七人則另外組成℃-ute）。部份成員分別組成一些特殊單位如GAM、DEF.DIVA、Buono!等。其他單位尚包括一隊女子足壘球隊「Metro Rabbits H.P.」，以及一隊女子足球隊「Gatas Brilhantes H.P.」。近年來，Hello! Project尚有數十位準成員——她們都被統稱為“Hello! pro EGG”——不斷接受不同形式的訓練，並於2007年5月13日舉辦她們專屬的演唱會，但截至現在為止，只有小部份“EGG”透過加入部份團體正式出道。由於Hello! Project成員人數眾多，兼且全部是女生，跟專產男藝人的Johnny's事務所特徵相似，故也被稱為「女版Johnny's」。

## 定義

### 不屬於Hello! Project的歌手及組合
- 加護亞依

隸屬於HARMONY PROMOTION公司。該公司於2004年4月1日開始脫離控股公司Up-Front Group Co., Ltd.（UFG），自此兩者再無任何資本關係。
- 市井紗耶香 in CUBIC-CROSS
- 時東亞美
- 安倍麻美
- The Possible

於2007年10月1日脫離早安家族，並脫離UP-FRONT AGENCY Co., Ltd.（UFA）公司，歸入淳君旗下TNX公司，但仍隸屬於控股公司UP-FRONT GROUP Co., Ltd.（UFG）集團旗下。
- HAPPY! STYLE Rookies

不單在UFA的H!P官網沒有資料，其所屬HAPPY! STYLE官網，亦隸屬於另一家完全獨立運作的UP-FRONT STYLE Co.,Ltd.（UFS）公司，與UFA無關，但仍隸屬於控股公司UP-FRONT GROUP Co., Ltd.（UFG）集團旗下。

## 特徵

### 命名的特徵
自2003年8月ZYX組成以來，大部份團名均以英文字母順序或倒序來命名。從下表的組成日期中可看出其命名規則：
- A ... Aa!（2003年9月）、ANGERME（2014年）
- B ... Berryz工房（2004年1月）、Buono!（2007年）
- C ...Coconuts Musume｡(椰果少女组)（1999年11月）、℃-ute（2005年6月）、Country Girls（2014年）
- D、E、F ... DEF.DIVA（2005年9月）
- G ... GAM（2006年6月）
- H、K ... High-King（2008年6月）Kobushi Factory (2015年1月)
- I ... Ice Creamusume｡(冰淇淋少女組。)（2008年12月）
- J ... Juice=Juice（2013年2月）
- M ... Morning Musume｡(早安少女組｡)（1997年11月）、Melon Kinenbi(哈密瓜纪念日)（2000年2月）
  - L、N、P、Q、R ... 現在未使用
- O ... OCHA NORMA（2021年12月）
- S ...sheki-dol(2000年11月)、 S/mileage（2010年4月）
- T ... T&C bomber(太阳与月亮)（1999年10月）The Possible（2006年8月）Tsubaki Factory (2015年4月)
- U、V ... v-u-den 美勇伝（2004年8月）
- W ... W（2004年3月）
- X、Y、Z ... ZYX（2003年8月）

## 正副總隊長
| 任 | 總隊長                   | 任期                           | 任 | 副總隊長               | 任期                         |
| -- | ------------------------ | ------------------------------ | -- | ---------------------- | ---------------------------- |
| 1  | 中澤裕子(早安少女組。)   | 2001年4月16日 - 2009年3月31日  | 1  | 保田圭(早安少女組。)   | 2003年5月6日 - 2009年3月31日 |
| 2  | 高橋愛(早安少女組。)     | 2009年4月1日 - 2011年9月30日   | -  | （無）                 |                              |
| 3  | 新垣里沙(早安少女組。)   | 2011年10月1日 - 2012年5月18日  | -  | （無）                 |                              |
| 4  | 道重沙由美(早安少女組。) | 2012年5月19日 - 2014年11月26日 | -  | （無）                 |                              |
| 5  | 矢島舞美(℃-ute)          | 2014年11月27日 - 2017年1月1日  | -  | （無）                 |                              |
| 6  | 和田彩花(ANGERME)        | 2017年1月2日 - 2019年6月18日   | 2  | 譜久村聖(早安少女組。) | 2017年1月2日 - 2019年6月18日 |
| 7  | 譜久村聖(早安少女組。)   | 2019年6月19日 - 2023年11月29日 | -  | （無）                 |                              |

2023年11月30日至今，官方尚未正式公佈隊長。

## 現任成員

### 正式成員
- 早安少女組。'25  (11人)

小田櫻、野中美希、牧野真莉愛、羽賀朱音、橫山玲奈、北川莉央、岡村譽、山﨑愛生、櫻井梨央、井上春華、弓桁朱琴
- ANGERME  (8人)

伊勢鈴蘭、橋迫鈴、川名凜、為永幸音、松本若菜、平山遊季、下井谷幸穂、後藤花
- Juice=Juice  (10人)

段原瑠瑠、工藤由愛、松永里愛、井上玲音、有澤一華、入江里咲、江端妃咲、石山咲良、遠藤彩加里、川嶋美楓
- 山茶花工廠  (11人)

谷本安美、小野瑞步、小野田紗栞、秋山眞緒、河西結心、八木栞、福田真琳、豫風瑠乃、石井泉羽、村田結生、土居楓奏
- BEYOOOOONDS  (9人)

西田汐里、江口紗耶、高瀬くるみ、前田こころ、岡村美波、清野桃々姫、平井美葉、小林萌花、里吉うたの
- OCHA NORMA (8人)

斉藤円香、広本瑠璃、米村姫良々、窪田七海、中山夏月姫、西﨑美空、北原もも、筒井澪心
- Rosy Chronicle(9人)

橋田歩果、吉田姬杷、小野田華凜、村越彩菜、植村葉純、松原ユリヤ、上村麗菜、島川波菜、相馬優芽

### 研修生
- Hello! Pro研修生
- Hello! Pro研修生北海道

### 成員總覽
|    | 姓名       | 所屬團體               | 生日           | 成為研修生日期 | 成為正式成員日期 | 現在身分 | 備註                            |  |
| 1  | 小田櫻     | 早安少女組。（副隊長） | 1999年3月12日  | 2011年10月1日  | 2012年9月14日    | 正式成員 |                                 |  |
| 2  | 高瀬くるみ | 雨ノ森 川海（分隊長）  | 1999年3月16日  | 2015年2月25日  | 2017年5月5日     | 正式成員 |                                 |  |
| 3  | 野中美希   | 早安少女組。（隊長）   | 1999年10月7日  |                | 2014年9月30日    | 正式成員 |                                 |  |
| 4  | 谷本安美   | 山茶花工廠（隊長）     | 1999年11月16日 | 2014年11月     | 2015年4月29日    | 正式成員 |                                 |  |
| 5  | 平井美葉   | SeasoningS（分隊長）   | 1999年12月11日 |                | 2018年12月3日    | 正式成員 |                                 |  |
| 6  | 小林萌花   | SeasoningS             | 2000年8月16日  |                | 2018年12月3日    | 正式成員 |                                 |  |
| 7  | 島倉りか   | CHICA#TETSU            | 2000年8月20日  | 2017年3月      | 2018年6月9日     | 正式成員 |                                 |  |
| 8  | 里吉うたの | SeasoningS             | 2000年9月22日  |                | 2018年12月3日    | 正式成員 |                                 |  |
| 9  | 小野瑞步   | 山茶花工廠（副隊長）   | 2000年9月29日  | 2015年4月1日   | 2016年8月13日    | 正式成員 |                                 |  |
| 10 | 牧野真莉愛 | 早安少女組。（副隊長） | 2001年2月2日   | 2012年11月1日  | 2014年9月30日    | 正式成員 |                                 |  |
| 11 | 横山玲奈   | 早安少女組。           | 2001年2月22日  | 2016年8月      | 2016年12月12日   | 正式成員 |                                 |  |
| 12 | 段原瑠瑠   | Juice=Juice（隊長）    | 2001年5月7日   | 2013年9月22日  | 2017年6月26日    | 正式成員 |                                 |  |
| 13 | 井上玲音   | Juice=Juice（副隊長）  | 2001年7月17日  | 2014年11月29日 | 2015年1月2日     | 正式成員 | 玉蘭花工廠解散後加入Juice=Juice |  |
| 14 | 小野田紗栞 | 山茶花工廠             | 2001年12月17日 | 2014年10月25日 | 2016年8月13日    | 正式成員 |                                 |  |
| 15 | 羽賀朱音   | 早安少女組。           | 2002年3月7日   | 2013年9月22日  | 2014年9月30日    | 正式成員 |                                 |  |
| 16 | 前田こころ | 雨ノ森 川海            | 2002年6月23日  | 2015年4月1日   | 2018年6月9日     | 正式成員 |                                 |  |
| 17 | 秋山眞緒   | 山茶花工廠             | 2002年7月29日  | 2015年4月1日   | 2016年8月13日    | 正式成員 |                                 |  |
| 18 | 斉藤円香   | OCHA NORMA（隊長）     | 2002年10月28日 | 2018年11月     | 2021年12月12日   | 正式成員 |                                 |  |
| 19 | 西田汐里   | CHICA#TETSU            | 2003年6月7日   | 2016年8月      | 2018年6月9日     | 正式成員 |                                 |  |
| 20 | 廣本瑠璃   | OCHA NORMA（副隊長）   | 2003年6月18日  | 2019年8月      | 2021年12月12日   | 正式成員 |                                 |  |
| 21 | 河西結心   | 山茶花工廠             | 2003年7月30日  |                | 2021年7月7日     | 正式成員 |                                 |  |
| 22 | 江口紗耶   | CHICA#TETSU            | 2003年8月1日   | 2017年3月      | 2018年6月9日     | 正式成員 |                                 |  |
| 23 | 川名凜     | ANGERME                | 2003年12月6日  |                | 2020年11月2日    | 正式成員 |                                 |  |
| 24 | 有澤一華   | Juice=Juice            | 2003年12月23日 | 2020年11月4日  | 2021年7月7日     | 正式成員 |                                 |  |
| 25 | 伊勢鈴蘭   | ANGERME（隊長）        | 2004年1月19日  |                | 2018年11月23日   | 正式成員 |                                 |  |
| 26 | 為永幸音   | ANGERME（副隊長）      | 2004年2月9日   | 2017年12月     | 2020年11月2日    | 正式成員 |                                 |  |
| 27 | 石山咲良   | Juice=Juice            | 2004年2月22日  | 2020年11月4日  | 2022年6月29日    | 正式成員 |                                 |  |
| 38 | 北川莉央   | 早安少女組。           | 2004年3月16日  |                | 2019年6月22日    | 正式成員 | 目前暫停活動中                  |  |
| 29 | 米村姫良良 | OCHA NORMA             | 2004年4月30日  | 2016年1月      | 2021年12月12日   | 正式成員 |                                 |  |
| 30 | 窪田七海   | OCHA NORMA             | 2004年7月23日  | 2017年12月     | 2021年12月12日   | 正式成員 |                                 |  |
| 31 | 工藤由愛   | Juice=Juice            | 2004年9月28日  | 2016年7月      | 2019年6月14日    | 正式成員 |                                 |  |
| 32 | 福田真琳   | 山茶花工廠             | 2004年10月18日 |                | 2021年7月7日     | 正式成員 |                                 |  |
| 33 | 岡村美波   | 雨ノ森 川海            | 2004年10月20日 | 2017年3月      | 2018年6月9日     | 正式成員 |                                 |  |
| 34 | 清野桃々姫 | 雨ノ森 川海            | 2004年12月22日 | 2016年1月      | 2017年5月5日     | 正式成員 |                                 |  |
| 35 | 岡村譽     | 早安少女組。           | 2005年5月9日   |                | 2019年6月22日    | 正式成員 |                                 |  |
| 36 | 山﨑愛生   | 早安少女組。           | 2005年6月28日  | 2016年7月      | 2019年6月22日    | 正式成員 |                                 |  |
| 37 | 松永里愛   | Juice=Juice            | 2005年7月7日   | 2017年3月      | 2019年6月14日    | 正式成員 |                                 |  |
| 38 | 中山夏月姫 | OCHA NORMA             | 2005年7月20日  | 2017年3月      | 2021年12月12日   | 正式成員 |                                 |  |
| 39 | 橋迫鈴     | ANGERME                | 2005年10月6日  | 2016年8月      | 2019年7月3日     | 正式成員 |                                 |  |
| 40 | 橋田歩果   | Rosy Chronicle（隊長） | 2005年10月17日 | 2019年8月      | 2024年6月16日    | 正式成員 |                                 |  |
| 41 | 入江里咲   | Juice=Juice            | 2005年10月18日 |                | 2021年7月7日     | 正式成員 |                                 |  |
| 42 | 櫻井梨央   | 早安少女組。           | 2005年11月11日 |                | 2022年6月29日    | 正式成員 |                                 |  |
| 43 | 西﨑美空   | OCHA NORMA             | 2006年4月17日  | 2019年8月      | 2021年12月12日   | 正式成員 |                                 |  |
| 44 | 井上春華   | 早安少女組。           | 2006年5月6日   |                | 2023年5月23日    | 正式成員 |                                 |  |
| 45 | 平山遊季   | ANGERME                | 2006年7月25日  | 2019年8月      | 2021年12月30日   | 正式成員 |                                 |  |
| 46 | 下井谷幸穂 | ANGERME                | 2006年8月4日   | 2022年8月      | 2023年5月23日    | 正式成員 |                                 |  |
| 47 | 北原もも   | OCHA NORMA             | 2006年8月30日  | 2019年8月      | 2021年12月12日   | 正式成員 |                                 |  |
| 48 | 江端妃咲   | Juice=Juice            | 2007年1月30日  | 2019年8月      | 2021年7月7日     | 正式成員 |                                 |  |
| 49 | 吉田姫杷   | Rosy Chronicle         | 2007年7月8日   | 2021年8月      | 2024年6月16日    | 正式成員 |                                 |  |
| 50 | 筒井澪心   | OCHA NORMA             | 2007年8月10日  |                | 2021年12月12日   | 正式成員 |                                 |  |
| 51 | 松本若菜   | ANGERME                | 2007年9月1日   |                | 2020年11月2日    | 正式成員 |                                 |  |
| 52 | 川嶋美楓   | Juice=Juice            | 2007年12月13日 | 2021年8月      | 2023年5月23日    | 正式成員 |                                 |  |
| 53 | 豫風瑠乃   | 山茶花工廠             | 2007年12月20日 | 2019年8月      | 2021年7月7日     | 正式成員 |                                 |  |
| 54 | 小野田華凛 | Rosy Chronicle         | 2008年1月23日  | 2018年11月     | 2024年6月16日    | 正式成員 |                                 |  |
| 55 | 村越彩菜   | Rosy Chronicle         | 2008年2月11日  | 2019年8月      | 2024年6月16日    | 正式成員 |                                 |  |
| 56 | 植村葉純   | Rosy Chronicle         | 2008年2月25日  | 2019年8月      | 2024年6月16日    | 正式成員 |                                 |  |
| 57 | 松原ユリヤ | Rosy Chronicle         | 2008年2月26日  | 2017年12月     | 2024年6月16日    | 正式成員 |                                 |  |
| 58 | 島川波菜   | Rosy Chronicle         | 2008年4月18日  | 2024年2月      | 2024年6月16日    | 正式成員 |                                 |  |
| 59 | 遠藤彩加里 | Juice=Juice            | 2008年4月26日  |                | 2022年6月29日    | 正式成員 |                                 |  |
| 60 | 後藤花     | ANGERME                | 2008年6月5日   | 2022年2月      | 2023年5月23日    | 正式成員 |                                 |  |
| 61 | 弓桁朱琴   | 早安少女組。           | 2008年7月8日   |                | 2023年5月23日    | 正式成員 |                                 |  |
| 62 | 石井泉羽   | 山茶花工廠             | 2008年10月20日 |                | 2024年2月7日     | 正式成員 |                                 |  |
| 63 | 上村麗菜   | Rosy Chronicle         | 2009年6月15日  | 2022年8月      | 2024年6月16日    | 正式成員 |                                 |  |
| 64 | 淺野優莉花 | Hello! Pro研修生       | 2009年7月31日  | 2024年2月      |                  | 研修生   |                                 |  |
| 65 | 牧野永愛   | Hello! Pro研修生       | 2009年12月26日 | 2023年3月      |                  | 研修生   |                                 |  |
| 66 | 村田結生   | 山茶花工廠             | 2010年3月12日  |                | 2024年2月7日     | 正式成員 |                                 |  |
| 67 | 土居楓奏   | 山茶花工廠             | 2010年3月23日  |                | 2024年2月7日     | 正式成員 |                                 |  |
| 68 | 宮野千尋   | Hello! Pro研修生       | 2010年8月17日  | 2024年2月      |                  | 研修生   |                                 |  |
| 69 | 西村乙輝   | Hello! Pro研修生       | 2010年10月15日 | 2024年2月      |                  | 研修生   |                                 |  |
| 70 | 相馬優芽   | Rosy Chronicle         | 2011年2月4日   | 2024年2月      | 2024年6月16日    | 正式成員 |                                 |  |
| 71 | 林仁愛     | Juice=Juice            | 2011年6月10日  | 2023年3月      | 2025年6月23日    | 正式成員 |                                 |  |
| 72 | 大坪茉乃   | Hello! Pro研修生       | 2011年6月22日  | 2024年2月      |                  | 研修生   |                                 |  |
| 73 | 吉田光里   | Hello! Pro研修生       | 2011年10月1日  | 2024年2月      |                  | 研修生   |                                 |  |
| 74 | 杉原明紗   | Hello! Pro研修生       | 2011年12月20日 | 2024年2月      |                  | 研修生   |                                 |  |
| 75 | 服部琉愛   | Hello! Pro研修生       | 2013年2月7日   | 2024年2月      |                  | 研修生   |                                 |  |